# 9276 Timgrove
9276 Timgrove eller 1980 RB8 är en asteroid i huvudbältet som upptäcktes den 13 september 1980 av den amerikanska astronomen Schelte J. Bus vid Palomarobservatoriet. Den är uppkallad efter Timothy L. Grove.
Asteroiden har en diameter på ungefär 5 kilometer.